# Parvoviridae
Parvoviridae er en gruppe små, kompakte vira. Parvoviridae tilhører gruppen af enkeltstrenget DNA-virus (Gruppe II, ssDNA).

## Klassifikation
Parvoviridae inddeles i 2 underfamilier med henholdsvis 5 og 4 slægter.[kilde mangler]

### Parvovirinae™
- Parvovirus™
- Erythrovirus
  - Human parvovirus B19™ (Lussingesyge)
- Dependovirus
- Amdovirus
- Bocavirus

### Densovirinae
- Densovirus™
- Iteravirus
- Brevidensovirus
- Pefudensovirus